# 沙
Pour les articles homonymes, voir Shā.
Shā est la transcription en pinyin du sinogramme 沙, signifiant sable.
Son caractère Unicode est 6C99.